# Fremdgehen (Gastparts)
Fremdgehen (Gastparts) ist das erste der drei Kompilationsalben des Rappers King Orgasmus One, auf denen dessen Gastauftritte auf früheren Alben aus den letzten zehn Jahren zusammengestellt, die 2010 über sein Label I Luv Money Records veröffentlicht wurde. In den Jahren 2011 und 2012 folgten die anderen zwei Teile.

## Entstehung
King Orgasmus arbeitet seit 1998 mit vielen Rappern und Labels, besonders aus Berlin, zusammen. So entstanden einige Tracks mit Künstlern von Bassboxxx, Aggro Berlin, Hirntot Records, MainTheme Records, Murderbass und anderen. Bereits 2005 hatte Frauenarzt ebenfalls eine dreiteilige Reihe von Alben veröffentlicht, die seine Feature aus anderen Alben zusammenfassen sollte.

## Ausgewählte Rapper
Im ersten Teil der Reihe wurden seine Gastbeiträge aus den Jahren 2003 bis 2009 ausgewählt, wobei meist aktuellere Veröffentlichungen bevorzugt wurden. Im Folgenden eine Aufstellung aller Tracks samt ursprünglichem Album und Veröffentlichungsdatum.
| #  | Titel                       | Kollaborationspartner                                                   | Laufzeit | Ursprünglich erschienen auf               |
| -- | --------------------------- | ----------------------------------------------------------------------- | -------- | ----------------------------------------- |
| 1  | Alle Grölen                 | B-Tight                                                                 | 2:07     | Ghettoromantik (2007)                     |
| 2  | Sesam Öffne Dich            | Playa TKay                                                              | 2:42     | Rap, Euros & Hoes (2005)                  |
| 3  | Battle Dies Und Das         | Bass Sultan Hengzt                                                      | 4:50     | Rap braucht immer noch kein Abitur (2005) |
| 4  | Camera Obscura              | MC Basstard und Papa Geno                                               | 3:52     | Zwiespalt (Schwarz) (2009)                |
| 5  | Steht Auf                   | Dissziplin                                                              | 2:56     | Platz An Der Sonne (2009)                 |
| 6  | Komm Mit                    | Zwang                                                                   | 2:38     | Rückendeckung (2009)                      |
| 7  | Bizz Action Drive           | Fler und Silla                                                          | 3:51     | Südberlin Maskulin (2008)                 |
| 8  | Hörgenuss                   | Automatikk                                                              | 3:59     | Illegal (2009)                            |
| 9  | Fick Die Fotze              | TA/KS und Zwang                                                         | 4:14     | Alles Inklusive (2009)                    |
| 10 | Lasst Uns Chillen Schlampen | Rhymin Simon                                                            | 6:00     | Egoboost (2003)                           |
| 11 | Hammer                      | Sha-Karl und Bass Sultan Hengzt                                         | 2:50     | Dis Wars... (2005)                        |
| 12 | H.I.G.H. MAT                | MC Bogy und B-Tight                                                     | 4:38     | Der Oldtimer – Das Mixtape (2009)         |
| 13 | Profiliga                   | SDBY, Blokkmonsta, Frauenarzt, Perverz, Dr. Faustus, Schwartz und Smoky | 6:46     | Auf Die Harte Tour (2009)                 |
| 14 | Tschak Norriz               | MC Basstard und Tony D                                                  | 3:47     | Zwiespalt (Schwarz) (2009)                |
| 15 | Männer An Die Macht         | Taktloss und Jack Orsen                                                 | 4:26     | Direkt aus dem Knast (du Spast) (2004)    |

## Texte
Da die Tracks von verschiedenen Alben und Künstlern zusammengewürfelt wurden, zieht sich bei dem Album kein roter Faden durch die einzelnen Songs. Es werden die verschiedensten Themen behandelt.
So existieren die üblichen Battle-Tracks bei Battle Dies und Das und Männer an die Macht oder auch von ernster Natur wie bei Bizz Action Drive und Hörgenuss. In H.I.G.H. MAT wird das Nehmen von Drogen mit der Liebe des Lebens  verglichen, ähnlich wie der Track Lasst Uns Chillen Schlampen. Ein Party-Tracks befindet sich ebenfalls auf dem Album, nämlich Alle Grölen, ruhiger geht es zu bei Komm Mit oder Steht Auf, die eher entspannt den Standpunkt des Rappers in der Szene erklären. Profiliga stellt eine Kollaboration der Hirntot Records mit Orgasmus und Frauenarzt dar. Wie gewohnt von King Orgasmus wird in Fick Die Fotze & Hammer das sexuelle Agieren mit einer Frau behandelt. In Sesam Öffne Dich lebt Orgi69 seinen schrägen Humor aus, Camera Obscura ist ein für MC Basstard typischer Horrorkore-Track und Tschak Norriz beschäftigt sich mit einem Idol aus einer Fernsehserie.
King Orgasmus weicht auch in diesem Album nicht von seinem harten Stil ab, vermeidet jedoch hier Tracks von indizierten Alben (bis auf Ghettoromantik) bei dieser Zusammenstellung.